# Karel van het Revebrug
De Karel van het Revebrug (Brug 676) is een vaste brug in Amsterdam Nieuw-West.
De brug ligt in een gescheiden voetgangers- en fietspad. Dat pad loopt deels parallel Christoffel Plantijnpad in het Sloterpark Oost, een parkachtige omgeving op de oostoever van de Sloterplas in de Westelijke Tuinsteden. Via de brug ligt de verbinding van het pad naar de Cornelis Lelylaan. Ze overspant daarbij de Christoffel Plantijngracht, die uitmondt in de Sloterplas.
De brug werd in 1961 door architect Dirk Sterenberg, werkzaam bij de Dienst der Publieke Werken ontworpen. De brug werd in 1964 gebouwd. De brug is opgetrokken uit beton, staal en granieten stenen.  
De brug ging vanaf de aanleg naamloos door het leven; ze was alleen bekend onder haar nummer. Sinds april 2016 nodigt de gemeente Amsterdam actief mensen uit om voorstellen aan te dragen voor dergelijke naamloze bruggen. Het voorstel om deze brug naar de schrijver en hoogleraar in de Russische letterkunde Karel van het Reve te noemen werd in november 2017 goedgekeurd, zodat de brug aldus in de Basisregistratie Adressen en Gebouwen wordt opgenomen. In de omgeving van de buurt zijn ook straten naar schrijvers en journalisten vernoemd.
<<< · 600 · 601 · 602 · 603 · 604 · 605 · 606 · 607 · 608 · 609 · 610 · 611 · 612 · 613 · 614 · 615 · 616 · 617 · 618 · 619 · 620 · 621 · 622 · 623 · 624 · 626 · 627 · 628 · 629 · 630 · 631 · 632 · 633 · 634 · 635 · 636 · 637 · 638 · 639 · 643 · 651 · 652 · 653 · 655 · 656 · 657 · 658 · 659 · 660 · 661 · 662 · 663 · 664 · 665 · 666 · 667 · 668 · 669 · 670 · 671 · 673 · 674 · 675 · 676 · 677 · 678 · 679 · 681 · 682 · 683 · 684 · 685 · 687 · 688 · 689 · 690 · 691 · 692 · 695 · 696 · 699 · >>>
Verdwenen brugnummers: 625 (afgebroken brug Sam van Houtenstraat), 640, 644, 645, 646, 647, 648, 650, 672 (duiker Cornelis Lelylaan, Rembrandtpark), 694, 698.
Nooit gebouwd: 649, 680 (nooit gebouwde brug Sloterplas).
Brugnummers 641, 642, 654, 686, 693, 694 en 697 zijn onbekend.